# Kurt Lewin
Kurt Lewin /ləˈviːn/ lə-VEEN-') (Mogilno, 9 de setembro de 1890 – Newtonville, 12 de fevereiro de 1947) foi um psicólogo alemão, criador da Teoria de Campo. Lewin entendia como campo "um conjunto de realidades físicas e psicológicas, em mútua interdependência". Esse campo pode ser denominado espaço de vida, onde coexistem pessoas (P) e ambiente (E). É nele que pode se observar dinâmicas e observação de ambas as categorias.
Exilado da terra de seu nascimento, Lewin fez uma nova vida para si mesmo, no qual definiu a si mesmo e suas contribuições dentro de três lentes de análise: pesquisa aplicada, pesquisa-ação e comunicação em grupo. Uma pesquisa da revista General Psychology, publicada em 2002, classificou Lewin como o 18º psicólogo mais citado do século XX.
A maior contribuição de Lewin vem de sua demonstração de que é possível estudar a interdependência entre o sujeito e o grupo no qual ele está inserido. Ele preocupou-se em construir uma sólida ponte entre o concreto e o abstrato, a ação e a teoria social.

## Formação e início de carreira profissional
Na Alemanha, estudou em Freiburg, Munique e Berlim, onde se doutorou em 1914, quando foi para a Primeira Guerra Mundial como oficial do Exército alemão trabalhando no Instituto Psicanalítico de Berlim. Foi para os Estados Unidos em 1933, onde se refugiou antes da Segunda Guerra Mundial (1939-1945), pois era judeu. Não voltou mais para a Alemanha. Trabalhou nas universidades de Cornell, Stanford e Iowa, fundou o Centro de Pesquisa de Dinâmica de Grupo do Instituto de Tecnologia de Massachusetts, (MIT), em 1945. No Instituto fez diversos trabalhos e formou muitos profissionais no campo da psicologia e da Sociologia e fisiologia.

## Teorias

#### Teoria de Campo
Para Lewin, a teoria de campo não era uma teoria, mas um método de analisar relações causais e construir conceitos; de trabalhar com a noção de que qualquer evento é o resultado de múltiplos de fatores. Sua concepção de que qualquer comportamento ou mudança no campo psicológico depende somente do campo psicológico naquele tempo, também, introduziu uma perspectiva complexa sobre o tempo (o presente, o futuro no presente e o passado no presente), uma noção de processualidade e também a necessidade de trabalhar no nível tanto macroscópico quanto microscópico, incluindo o que ele chamou de “unidades situacionais” (que aproxima o terreno de médio alcance).
“Temos que conceber a vida do grupo como o resultado de constelações específicas de forças dentro da conjuntura (setting) mais ampla.... o campo como um todo, incluindo seus componentes psicológicos e não psicológicos” (LEWIN, 1952 p.174)
Lewin discutiu a relação entre os espaços psicológicos e não-psicológicos a partir de três noções: o espaço de vida psicológico (ou o equivalente em termos do grupo, instituição ou comunidade); o reconhecimento de que há múltiplos processos no mundo físico e social que não afetam o indivíduo (ou grupo, instituição ou comunidade) neste momento de tempo; e a zona fronteiriça, onde certas partes do mundo físico e social podem afetar o estado do espaço de vida do indivíduo, grupo, instituição ou comunidade naquele momento. Por exemplo, a comida que está atrás da porta não afeta o espaço de vida da pessoa, a não ser que a pessoa saiba o que está lá, ou saiba que a porta é a do armário da cozinha onde são guardados os biscoitos. A noção de zona fronteiriça chama atenção para os horizontes e às maneiras pelos quais horizontes podem ser ampliados ou reduzidos, por exemplo, no processo de exclusão ou inclusão social (CAMAROTTI & SPINK, 2000; SPINK, 2003) e como as “portas” da vida cotidiana podem ser igualmente abertas ou fechadas, conhecidas ou escondidas.
Para Lewin o comportamento humano é resultado de um campo, o individuo e o entorno nunca devem ser vistos como duas realidades separadas. Na prática são duas instancias que sempre estão interagindo entre si e que se modificam mutuamente em tempo real. Assim ele indica que, quando queremos compreender o comportamento humano, devemos considerar todas as variáveis que podem estar em seu espaço vital.
Como Lewin considerava que o comportamento deve ser visto em sua totalidade, ele criou o conceito de grupo. Para ele, não era a soma das características de seus membros, mas algo novo, resultante dos processos que ali ocorreram.[1]
A teoria do campo psicológico, formulada por Lewin, afirma que as variações individuais do comportamento humano com relação à norma são condicionadas pela tensão entre as percepções que o indivíduo tem de si mesmo e pelo ambiente psicológico em que se insere, o espaço vital, onde abriu novos caminhos para o estudo dos grupos humanos.
Dedicou-se às áreas de processos sociais, motivação e personalidade, aplicou os princípios da psicologia da Gestalt. Lewin desenvolveu a pesquisa-ação (Action-Research), tentando com ela dar conta de dois problemas levantados pela sociedade em sua época: os problemas sociais e a necessidade de pesquisa. Fez isso, pois nem sempre a pesquisa social pode ser levada para os laboratorios. Infelizmente, na época de hoje também, existem muitas fontes de pesquisa que não são confiáveis. Não podemos deixar de falar da  teoria de três etapas (descongelamento, movimento e recongelamento) de Lewin que revolucionou a ideia de mudança em organizações.
Algumas prerrogativas da Teoria de campo de Lewin:
- O comportamento deriva da coexistência dos fatos;
- Essa coexistência dos fatos criam um campo dinâmico, o que significa que o estado de qualquer parte do campo depende de todas as outras partes;
- O comportamento depende do campo atual ao invés do passado ou do futuro.
O campo é a totalidade da coexistência dos fatos que são concebidos como mutualmente interdependentes.
Indivíduos se comportam diferentemente de acordo com o modo em que as tensões da percepção do self e do ambiente são trabalhados. O campo psicológico ou espaço vital (lifespace, em inglês), dentro dos quais as pessoas agem precisa ser levado em conta a fim de entender o comportamento.
Os indivíduos participam de uma série de espaços vitais (ex: família, escola, trabalho, igreja etc) e esses foram construídos sob a influência de inúmeros vetores de força.
O comportamento é função do campo que existe no momento em que o comportamento ocorre e é representado pela seguinte fórmula:
C = f (P,A)
em inglês estas siglas tornam-se:
B = f (P,E)
A fórmula significa que o comportamento de alguém está relacionado as características pessoais da pessoa e à situação social na qual se encontra.

#### A Investigação em Ação
Para Lewin, pesquisa-ação é “um tipo de pesquisa de ação, uma pesquisa comparativa acerca das condições e resultados de diversas formas de ação social e pesquisa que leva à ação social”. Ele propôs como objetivo da pesquisa-ação, além da investigação teórica, a resolução do problema social. A necessidade de resolver problemas sociais tem implicações para o sistema teórico que ampara a leitura e interpretação desses problemas. Nesta perspectiva, é a resolução do problema social que influencia a investigação teórica. O tema na pesquisa-ação “é a designação do problema prático e da área de conhecimento a serem abordados” e ao postular que não havia nada mais prático que uma boa teoria, Lewin propunha uma vinculação estreita entre o problema teórico e o prático.
A ideia Lewin é composta de um ciclo em quatro etapas: coleta de dados, diagnóstico, implementação e avaliação. Na primeira etapa, explora-se o campo, registrando-se os dados relevantes sobre os problemas presentados pela organização-cliente. Estes problemas não são questionados em profundidade, a discussão é mais no sentido de enunciá-los de uma forma clara, constituindo-os no ponto de partida para coletar os dados e realizar o diagnóstico.
Assim, partindo dos problemas apresentados, é realizada uma análise coletiva, para que os problemas venham a revelar-se em sua essência. Alguns problemas são sintomas de outros, embutidos nos processos de trabalho das organizações. A definição do problema inicial orienta os dados a serem investigados e as estratégias e técnicas que serão utilizadas para resolvê-los tais como a observação participante e as oficinas. Neste momento da pesquisa-ação, os problemas são explicitados e hierarquizados.
A pesquisa-ação desenvolvida por Lewin inaugura uma nova estratégia para a intervenção científica no campo social e grupal, mas sua importância vai muito além desse fato. A pesquisa-ação é, na verdade, uma intervenção social que  não  se  limita  apenas  em  descrever  e  teorizar  sobre  um  problema  social  do  cotidiano  real  das  pessoas,  mas  em resolvê-lo, efetivamente, enquanto uma prática-teoria que transforma a realidade e contribui para a superação de   uma   situação-problema   que   gera   sofrimento   nas   pessoas e suas implicações. Nesse  processo  inaugura-se,  ou  mais  que  isso,  se   evidencia   a   natureza   psicossociológica   desse   fenômeno, pois é o sujeito em ação na interação com o outro que modifica a si e ao outro, ao grupo, e a sociedade onde muitos amparam um, e um representa muitos. Portanto, sociedade, grupo e sujeito já não se encontram  mais  em  oposição,  e  teoria  e  prática  não  se separam, mas se reconstroem em uma unidade que paradoxalmente não era visível.